# Бібліотека № 122 для дітей (Київ)
Бібліотека № 122 для дітей Шевченківського району м.Києва.

## Адреса
04053 м.Київ вул. Кудрявська, 2   тлф 212-53-10

## Характеристика
Площа приміщення бібліотеки - 155 м², книжковий фонд - 20,7 тис. примірників. Щорічно обслуговує 2,8 тис. користувачів, кількість відвідувань за рік - 25,0 тис., книговидач - 61,0 тис. примірників.

## Історія бібліотеки
Структура бібліотеки: відділ обслуговування дошкільників і учнів 1 - 4 класів; відділ обслуговування учнів 5 - 9 класів. Тут Ви можете отримати відповіді на сотні Ваших "Як?" і "Чому?". Взяти участь у роботі літературних ранків, вікторин, конкурсів. Вас чекають захоплюючі зустрічі з героями казок і мультфільмів